# Francesco Arca
Francesco Arca (Siena, 19 de noviembre de 1979) es un actor y modelo italiano.

## Biografía
En su faceta de actor destacan sus papeles en varias producciones italianas, entre ellas, la serie Kommissar Rex.

## Filmografía destacada

### Cine
- Perdona pero quiero casarme contigo
- Spectre

### Televisión
- Kommissar Rex
- Promesas de Arena como Hayzam (2019)
- 4 estrellas como Andrea Mancini (2024)